# Мередит, Чарльз
Чарльз Мередит (англ. Charles Meredith); имя при рождении Чарльз Говард Мередит (англ. Charles Howard Meredith; 27 августа 1894 — 28 ноября 1964) — американский актёр театра, кино и телевидения 1910—1960-х годов.
За время своей карьеры Мередит сыграл в 86 фильмах, в том числе, главные мужские роли в 20 немых фильмах 1918—1921 годов. После более чем 20-летней работы в театре в качестве актёра и режиссёра в 1947 году Мередит вернулся в кинематограф, сыграв в таких фильмах, как «Они живут по ночам» (1948), «Зарубежный роман» (1948), «Все мои сыновья» (1948), «Он бродил по ночам» (1948), «В клетке» (1950), «Распрощайся с завтрашним днём» (1950), «Незнакомцы в поезде» (1951), «Они!» (1954), «Гигант» (1956), «Двойник» (1964) и «Семь дней в мае» (1964). В большинстве случаев это были небольшие роли представителей власти, высокопоставленных военных, судей или адвокатов, при этом его имя часто не указывалось в титрах.
В 1954 году Мередит играл постоянную роль в семейном фантастическом телесериале «Рокки Джонс, космический рейнджер», а в 1957—1958 годах играл постоянную роль в криминальном сериале «Суд последней надежды».

## Ранние годы жизни и начало театральной карьеры
Чарльз Мередит родился 27 августа 1894 года в Ноксвилле, Пенсильвания, США. Он был вторым из четырёх детей в семье учителя.
Закончив в 1912 году среднюю школу в Питтсбурге, Мередит поступил в Технологический институт Карнеги на театральный факультет Школы прикладного дизайна. В первый же год учёбы он дебютировал на профессиональной сцене в театре Pitt Theater в Питтсбурге. Во время учёбы он не только активно участвовал в студенческих спектаклях как актёр, н и выступал в качестве ассистента режиссёра. В 1916 году после трёх лет обучения он ушёл из Института, поступив гастролирующий театр Washington Square Players. В 1917 году у него была большая роль в двухактной пьесе «Сюжеты и драматурги», которую этот театр поставил на сцене Comedy Theatre в Нью-Йорке.
Ненадолго вернувшись в Питтсбург, в начале 1918 года Мередит снова уехал в Нью-Йорк, где в течение года сыграл в бродвейских спектаклях «Апрель», «Её честь, мэр», «Бестселлеры» и «Верность».

## Карьера в театре и кино на Западном побережье в 1918—1921 годах
В ноябре 1918 года Мередит отправился в Калифорнию, где получил должность ведущего актёра в театре Morosco Stock Company в Лос-Анджелесе. К маю 1919 года он играл главные мужские роли в семи спектаклях театра.
В этот момент его заметил сценарист и режиссёр Кинг Видор, который предложил Мередиту составить экранную пару его жене, актрисе Флоренс Видор. Мередит дебютировал на экране в моральной драме Видора «Другая половина» (1919), за которой последовала мелодрама «Плохие отношения» (1919). Драма «Честь семьи» (1920) стала последним фильмом Видора, в котором снялся Мередит, хотя актёр продолжит работать с Флоренс Видор.
В июне 1919 года Мередит начал сотрудничество со студией Famous Players-Lasky, составив пару звезде Маргерит Кларк в романтической комедии «Удача в залоге» (1919). В своём втором фильме на студии, мелодраме «Тринадцатая заповедь», которая вышла в январе 1920 года, Мередит сыграл в паре с Этель Клейтон, с которой вновь появился вместе на экране в мелодраме «Лестница лжи» (1920). В романтической комедии студии First National Film Distributors «Идеальная женщина» (1920) Мередит сыграл с Констанс Толмадж, в криминальной драме «Джуди из гавани разбойников» (1920) — с Мэри Майлз Минтер, а в мелодраме «Романтическая искательница приключений» (1920) — Дороти Далтон. Мередит вновь сыграл с Клейтон в мелодраме «За гранью» (1921) и с Флоренс Видор — в независимой мелодраме «Восхваление женщины» (1921). Хотя во всех этих фильмах Мередит играл главные мужские роли, однако в центре их внимания всегда были его звёздные партнёрши. Свою первую по-настоящему главную роль Мередит сыграл в мелодраме студии The Herman Film Corporation «Это что-то» (1920), а независимая мелодрама Мориса Турнье «Глупые матроны» (1920) была ансамблевым фильмом, где Мередит играл одну из шести главных ролей. Три фильма с его участием — комедия «Красивый лжец» (1921) с Кэтрин Макдональд, мелодрама «Колыбель» (1922) с Клейтон и «Женщина, проснись» (1922) с Видор — вышли на экраны уже после того, как в 1921 году Мередит уехал в Европу.

## Творческий отпуск и продолжение театральной карьеры в 1921—1946 годах
В конце ноября 1921 года Мередит взял отпуск и уехал в Европу, где изучал экспериментальный театр и современное кино, пробыв там почти три года. По возвращении он сыграл лишь одну небольшую роль в комедии «В Голливуде с Поташем и Перлмуттером» (1924), после чего на более чем двадцать лет прервал свою кинокарьеру, сосредоточившись на работе в театре.
С марта по май 1925 года Мередит в последний раз играл на бродвейской сцене в комедии с Дорис Кин (англ. Doris Keane) «Звёздный свет», который выдержал 71 представление. В 1926—1927 годах Мередит работал в репертуарных театрах и гастролировал с различными труппами. В ноябре 1927 года он поступил в Театр «Лоберо» (англ.  Lobero Theatre) в Санта-Барбаре, где с ноября 1928 года стал режиссёром, проработав в этой должности до августа 1929 года. Затем он провёл один сезон в качестве ведущего актёра Театра на Вайн-стрит (англ.  Vine Street Theater) в Голливуде. После этого Мередит занялся развитием деятельности коммунальных театров и театров так называемого Движения малых театров. В 1931—1938 годах он был режиссером Малого театра Далласа (англ. Dallas Little Theater), в 1938—1942 годах — Театра на Док-стрит (англ. Dock Street Theater) в Чарльстоне, Южная Каролина, а затем — Малого театра Французского квартала (англ. Le Petit Theatre de Vieux Carre) в Новом Орлеане.
В этот период Мередит также преподавал в Калифорнийском университете в Санта-Барбаре, Южном методистском университете и Мичиганском университете. В 1946 году Мередит вернулся в Лос-Анджелес, намереваясь продолжить театральную карьеру, но, не найдя достойных возможностей в этом направлении, решил снова поработать в кино.

## Продолжение карьеры в кинематографе в 1947—1964 годах
В 1947 году Мередит сыграл небольшую роль судьи в мелодраме Отто Премингера «Дэйзи Кеньон» (1947) с Джоан Кроуфорд в заглавной роли. В 1948 году Мередит появился в небольших ролях в девяти фильмах. В частности, он сыграл комиссара полиции в фильме нуар Николаса Рэя «Они живут по ночам» (1948) и полицейского чиновника в фильме нуар Энтони Манна «Он бродил по ночам» (1948), конгрессмена в военной комедии Билли Уайлдера «Зарубежный роман» (1948) с Марлен Дитрих в главной роли, а также судью — в музыкальной комедии с Диной Дурбин «Ради любви к Мэри» (1948), священника — в мелодраме с Фрэнком Синатрой «Чудо колоколов» (1948) и майора — в мелодраме с Кларком Гейблом и Ланой Тёрнер «Возвращение домой» (1948). В 1949 году Мередит был первосвященником в эпической библейской драме Сесиля Демилля «Самсон и Далила» (1949), сыграл армейского генерала в фильме нуар с Хамфри Богартом «Токийский Джо» (1949), был губернатором в вестерне «Талса» (1949), гангстером — в криминальной комедии с Дороти Ламур «Счастливчик» (1949), а также врачом в комедиях «Всегда оставляй их смеющимися» (1949) и «Леди выбирает моряка» (1949).
Год спустя Мередит сыграл в семи фильмах. Он был адвокатом в фильме нуар с Джеймсом Кэгни «Распрощайся с завтрашним днем» (1950), банкиром — в семейной комедии о говорящем муле «Фрэнсис» (1950), председателем совета по помилованию — в тюремном нуаре «В клетке» (1950), а также репортёром — в тюремном нуаре «Солнце заходит на рассвете» (1950). Среди десяти фильмов 1951 года наиболее значимыми у Мередита были триллер Хичкока «Незнакомцы в поезде» (1951) и вестерн Рауля Уолша «Красные пески» (1951), в которых он сыграл роли судей, а также военная драма с Уильямом Холденом «Команда субмарины» (1951), где он был адмиралом. Мередит также сыграл небольшие роли влиятельных бизнесменов в вестернах «Форт-Уорт» (1951) и «Великий рейд по Миссури» (1951), а также городского чиновника — в вестерне «Санта-Фе» (1951). Ещё год спустя у Мередита были небольшие роли в пяти фильмах. Он, в частности, сыграл губернатора в вестерне «Скотоводческий город» (1952), главу религиозной коммуны — в вестерне с Кирком Дугласом «Большие деревья» (1952) и генерального менеджера завода в фильме нуар с Джорджем Рафтом «Кредитная акула» (1952).
В 1953—1955 годах Мередит появился в восьми фильмах, среди которых политический триллер с Джеймсом Кэгни «Лев на улицах города» (1953), где он был судьёй. Он также сыграл высокопоставленного вашингтонского чиновника в фантастическом фильме ужасов «Они!» (1954), судью — в фильме нуар «Беззаконие» (1955) и конгрессмена в фильме нуар «Секреты Нью-Йорка» (1955). До конца 1950-х годов Мередит сыграл ещё в десяти фильмах, среди которых эпический вестерн Джорджа Стивенса «Гигант» (1956), где у него была небольшая роль священника, приключенческий фильм «Из вечности» (1956), а также вестерн «Одинокий рейнджер» (1956), где он был губернатором, и фильм нуар «Секреты Чикаго» (1957), где он был экспертом-криминалистом.
В 1960 году Мередит сыграл небольшие роли в трёх фильмах. Он, в частности, был гробовщиком в звёздной криминальной комедии «Одиннадцать друзей Оушена» (1960), священником — в вестерне «Петля для стрелка» (1960) и аптекарем — в криминальной драме «Убить за 12 часов» (1960). Мередит закончил свою кинокарьеру в 1964 году, сыграв священника в вестерне «Быстрый стрелок» (1964), адвоката — в криминальной драме «Двойник» (1964) с Бетт Дейвис в главной роли, а также сенатора — в политическом триллере с Бертом Ланкастером и Кирком Дугласом «Семь дней в мае» (1964).

## Карьера на телевидении
Начиная с 1949 года, Мередит стал работать на телевидении, сыграв за время своей телекарьеры, завершившейся в 1963 году, в 123 эпизодах 52 различных сериалов.
Он, в частности, сыграл в таких сериалах, как «Одинокий рейнджер» (1949—1955, 3 эпизода), «Отряд по борьбе с рэкетом» (1951—1953, 2 эпизода), «Приключения Супермена» (1954), «Театр научной фантастики» (1955), «Письмо к Лоретте» (1956), «Кульминация» (1956), «Приключения Джима Боуи» (1957—1958, 2 эпизода), «Освободите место для папочки» (1958), «Питер Ганн» (1958), «Перри Мейсон» (1959), «Калифорнийцы» (1959), «Бонанза» (1959), «Альфред Хичкок представляет» (1959—1961, 3 эпизода), «Ларами» (1961), «Мэверик» (1961) и «Лесси» (1963).
В 1954 году Мередит играл постоянную роль министра по делам космоса в семейном фантастическом телесериале «Рокки Джонс, космический рейнджер» (1954, 23 эпизода), а в 1957—1958 годах исполнял постоянную роль медицинского эксперта в криминальной драме по Эрлу Стэнли Гарднеру «Суд последней надежды» (1957—1958, 23 эпизода).

## Актёрское амплуа и оценка творчества
Чарльз Мередит обладал красивой внешностью, позволившей ему стать популярным исполнителем главных ролей в немом кино. Высокий, темноволосый и чрезвычайно привлекательный, с характерным высоким пробором в волосах, он играл в романтических драмах и комедиях с такими ведущими звёздами своего времени, как Бланш Свит, Мэри Майлз Минтер, Флоренс Видор и Кэтрин Макдональд.
Свою карьеру киноактёра Мередит чередовал с работой в театре, где он выступал как в качестве актёра, так и режиссёра. Его театральная карьера продлилась почти 50 лет.
В 1947 году после более чем 20-летнего перерыва Мередит вернулся в кино. «Высокий и выдающийся внешне, в последние годы жизни он специализировался на исполнении характерных ролей». Чаще всего ему доставались роли авторитетных и влиятельных людей, обладающих чувством собственного достоинства, обычно это были священники, конгрессмены, судьи, врачи и генералы.

## Личная жизнь
Чарльз Мередит был женат трижды. В 1920 году он женился на Мельбе Дороти Мельсинг (англ. Melba Dorothy Melsing). В этом браке родилось двое детей — дочь 1922 года рождения и сын, который родился в 1924 году. В 1927 году брак закончился разводом. В 1928 году Мередит женился на актрисе Коммунального театра Санта-Барбары Джуэл Хаммел Болтон (англ.  Jewel Hummel Bolton), когда работал в этом театре режиссёром. В 1930 году брак закончился разводом. В 1932 году Мередит женился в третий раз на театральной актрисе Маргарет Мьюз (англ.  Margaret Muse), с которой познакомился во время работы театральным режиссёром в Далласе. Маргарет сыграла во многих спектаклях, которые поставил Мередит. В 1933 году у пары родился сын, а в конце 1940-х годов они переехали в Калифорнию. Мередит прожил с Маргарет вплоть до своей смерти в 1964 году.

## Смерть
Чарльз Мередит скончался 28 ноября 1964 года в Лос-Анджелесе, Калифорния, в возрасте 70 лет, причины его смерти не разглашались. В живых у него остались вдова Маргарет и сын.

## Фильмография
| Год       |     | Русское название                             | Оригинальное название                   | Роль                                                              |
| --------- | --- | -------------------------------------------- | --------------------------------------- | ----------------------------------------------------------------- |
| 1919      | ф   | Удача в залоге                               | Luck in Pawn                            | Ричард Стэндиш Нортон                                             |
| 1919      | ф   | Другая половина                              | The Other Half                          | Дональд Трент                                                     |
| 1919      | ф   | Бедные родственники                          | Poor Relations                          | Монти Роудс                                                       |
| 1920      | ф   | Семейная честь                               | The Family Honor                        | Мерл Каррен                                                       |
| 1920      | ф   | Джуди из Разбойничьей гавани                 | Judy of Rogue's Harbor                  | лейтенант Тедди Кингсланд                                         |
| 1920      | ф   | Совершенная женщина                          | The Perfect Woman                       | Джеймс Стэнхоуп                                                   |
| 1920      | ф   | Это что-то                                   | That Something                          | Эдвин Дрейк                                                       |
| 1920      | ф   | Тринадцатая заповедь                         | The Thirteenth Commandment              | Клэй Уимборн                                                      |
| 1920      | ф   | Маленькая испуганная леди                    | The Little 'Fraid Lady                  | Сэкстон Грейвс                                                    |
| 1920      | ф   | Романтические приключения                    | A Romantic Adventuress                  | капитан Максвелл                                                  |
| 1921      | ф   | Вовне                                        | Beyond                                  | Джеффри Сатерн                                                    |
| 1921      | ф   | Пещерная девушка                             | The Cave Girl                           | Дивви Бейтс                                                       |
| 1921      | ф   | Глупые матроны                               | The Foolish Matrons                     | Лафайетт Уэйн                                                     |
| 1921      | ф   | Хвала женщине                                | Hail the Woman                          | Ричард Стюарт                                                     |
| 1922      | ф   | Колыбель                                     | The Cradle                              | доктор Робирт Харви                                               |
| 1924      | ф   | В Голливуде с Поташем и Перлмуттером         | In Hollywood with Potash and Perlmutter | Сэм Пембертон                                                     |
| 1947      | ф   | Дэйзи Кеньон                                 | Daisy Kenyon                            | судья (в титрах не указан)                                        |
| 1948      | ф   | Мальчик с зелеными волосами                  | The Boy with Green Hair                 | мистер Пайпер                                                     |
| 1948      | ф   | Мечтательница                                | Dream Girl                              | Чарльз                                                            |
| 1948      | ф   | Ради любви к Мэри                            | For the Love of Mary                    | судья Гастингс                                                    |
| 1948      | ф   | Зарубежный роман                             | A Foreign Affair                        | конгрессмен Йэнделл                                               |
| 1948      | ф   | Чудо колоколов                               | The Miracle of the Bells                | отец Спинский                                                     |
| 1948      | ф   | Они живут по ночам                           | They Live by Night                      | комиссар Хаббелл                                                  |
| 1948      | ф   | Все мои сыновья                              | All My Sons                             | Эллсворт (в титрах не указан)                                     |
| 1948      | ф   | Он бродил по ночам                           | He Walked by Night                      | представитель полиции Голливуда (в титрах не указан)              |
| 1948      | ф   | Возвращение домой                            | Homecoming                              | майор на возвращающемся транспортном корабле (в титрах не указан) |
| 1949      | ф   | Счастливчик                                  | The Lucky Stiff                         | Джим Чайлдерс, он же Большой Джим                                 |
| 1949      | ф   | Улицы Сан Франциско                          | Streets of San Francisco                | Джеймс Эккерт, шеф полиции                                        |
| 1949      | ф   | Токийский Джо                                | Tokyo Joe                               | генерал Айртон                                                    |
| 1949      | ф   | Всегда оставляй их смеющимися                | Always Leave Them Laughing              | доктор Финли (в титрах не указан)                                 |
| 1949      | ф   | Леди выбирает моряка                         | The Lady Takes a Sailor                 | доктор Руфус Маккьюен (в титрах не указан)                        |
| 1949      | ф   | Малайя                                       | Malaya                                  | Большой человек (в титрах не указан)                              |
| 1949      | ф   | Самсон и Далила                              | Samson and Delilah                      | верховный жрец Дагона (в титрах не указан)                        |
| 1949      | ф   | Талса                                        | Tulsa                                   | Нед, губернатор Оклахомы (в титрах не указан)                     |
| 1949—1955 | с   | Одинокий рейнджер                            | The Lone Ranger                         | разные роли (3 эпизода)                                           |
| 1950      | ф   | Фрэнсис                                      | Francis                                 | банкир Манроу                                                     |
| 1950      | ф   | Идеальные незнакомцы                         | Perfect Strangers                       | Лайл Петтиджон                                                    |
| 1950      | ф   | Солнце заходит на рассвете                   | The Sun Sets at Dawn                    | репортёр                                                          |
| 1950      | ф   | Контрразведчик встречается со Скотленд-Ярдом | Counterspy Meets Scotland Yard          | Миллер                                                            |
| 1950      | ф   | Яркий лист                                   | Bright Leaf                             | Пендлтон (в титрах не указан)                                     |
| 1950      | ф   | В клетке                                     | Caged                                   | председатель совета по помилованию (в титрах не указан)           |
| 1950      | ф   | Распрощайся с завтрашним днем                | Kiss Tomorrow Goodbye                   | Фред Голайтли, адвокат (в титрах не указан)                       |
| 1951      | ф   | Эл Дженнингс из Оклахомы                     | Al Jennings of Oklahoma                 | судья Эванс                                                       |
| 1951      | ф   | Красные пески                                | Along the Great Divide                  | судья Мэрлоу                                                      |
| 1951      | ф   | Команда субмарины                            | Submarine Command                       | адмирал Тобиас                                                    |
| 1951      | ф   | Большие деревья                              | The Big Trees                           | старший Биксби                                                    |
| 1951      | ф   | Близко к сердцу                              | Close to My Heart                       | доктор Джордж Э. Уильямсон (в титрах не указан)                   |
| 1951      | ф   | Дорогой эгоист                               | Dear Brat                               | спикер (в титрах не указан)                                       |
| 1951      | ф   | Форт-Уорт                                    | Fort Worth                              | Сэм, спонсор железной дороги (в титрах не указан)                 |
| 1951      | ф   | Великий рейд по Миссури                      | The Great Missouri Raid                 | член банковской ассоциации (в титрах не указан)                   |
| 1951      | ф   | Санта-Фе                                     | Santa Fe                                | чиновник в Санта-Фе (в титрах не указан)                          |
| 1951      | ф   | Морской шершень                              | The Sea Hornet                          | мистер Гудрич (в титрах не указан)                                |
| 1951      | ф   | Незнакомцы в поезде                          | Strangers on a Train                    | судья Донахью (в титрах не указан)                                |
| 1951—1953 | с   | Отряд по борьбе с рэкетом                    | Racket Squad                            | мистер Хавьер (2 эпизода)                                         |
| 1952      | ф   | Скотоводческий город                         | Cattle Town                             | губернатор Техаса                                                 |
| 1952      | ф   | Кредитная акула                              | Loan Shark                              | Ф. Л. Ренник (в титрах не указан)                                 |
| 1952      | ф   | Паула                                        | Paula                                   | доктор Уолтер Т. Фаррелл (в титрах не указан)                     |
| 1952      | ф   | Есть место еще для одного                    | Room for One More                       | мистер Тэтчер (в титрах не указан)                                |
| 1953      | кор | Три жизни                                    | Three Lives                             |                                                                   |
| 1953      | ф   | Лев на улицах города                         | A Lion Is in the Streets                | судья (в титрах не указан)                                        |
| 1953      | ф   | Так это любовь                               | So This Is Love                         | Артур Бодански (в титрах не указан)                               |
| 1953      | с   | Театр «Корона» с Глорией Свэнсон             | Crown Theatre with Gloria Swanson       | Сили (1 эпизод)                                                   |
| 1953—1954 | с   | Моя маленькая Марджи                         | My Little Margie                        | Карсон (2 эпизода)                                                |
| 1953—1955 | с   | Театр у камина                               | Fireside Theatre                        | разные роли (9 эпизодов)                                          |
| 1954      | ф   | Столкновение лун                             | Crash of Moons                          | космический секретарь Дрейк (хроника)                             |
| 1954      | ф   | Они!                                         | Them!                                   | официальный представитель Вашингтона (в титрах не указан)         |
| 1954      | ф   | Цыганская луна                               | The Gypsy Moon                          | космический секретарь Дрейк (хроника)                             |
| 1954      | тф  | Леди на крыльях                              | Lady in the Wings                       | издатель                                                          |
| 1954      | с   | Роки Джонс, космический рейнджер             | Rocky Jones, Space Ranger               | космический секретарь Дрейк (23 эпизода)                          |
| 1954      | с   | Приключения Супермена                        | Adventures of Superman                  | судья Аллен (1 эпизод)                                            |
| 1954      | с   | Театр «Дженерал Электрик»                    | General Electric Theater                | судья (1 эпизод)                                                  |
| 1954      | с   | Топпер                                       | Topper                                  | Фелтон (1 эпизод)                                                 |
| 1954      | с   | Мэр города                                   | Mayor of the Town                       | (1 эпизод)                                                        |
| 1954      | с   | Кавалькада Америки                           | Cavalcade of America                    | пастор Мюленберг (2 эпизода)                                      |
| 1955      | ф   | Город теней                                  | City of Shadows                         | судья Феллоуз (в титрах не указан)                                |
| 1955      | ф   | Вечное море                                  | The Eternal Sea                         | вице-адмирал (в титрах не указан)                                 |
| 1955      | ф   | Беззаконие                                   | Illegal                                 | судья (в титрах не указан)                                        |
| 1955      | ф   | Секреты Нью-Йорка                            | New York Confidential                   | конгрессмен (в титрах не указан)                                  |
| 1955      | ф   | Дорога в Денвер                              | The Road to Denver                      | юрист Крамп (в титрах не указан)                                  |
| 1955      | тф  | Эдгар Аллан По в Вест-Пойнте                 | Edgar Allan Poe at West Point           | председатель суда                                                 |
| 1955      | с   | Свистун                                      | The Whistler                            | окружной прокурор Фрэнк Кенистон (1 эпизод)                       |
| 1955      | с   | Человек со значком                           | The Man Behind the Badge                | шеф полиции (1 эпизод)                                            |
| 1955      | с   | Театр научной фантастики                     | Science Fiction Theatre                 | мистер Лайман (1 эпизод)                                          |
| 1955—1956 | с   | Вы — там                                     | You Are There                           | разные роли (3 эпизода)                                           |
| 1955—1957 | с   | Видеотеатр «Люкс»                            | Lux Video Theatre                       | разные роли (7 эпизодов)                                          |
| 1956      | ф   | Одинокий рейнджер                            | The Lone Ranger                         | губернатор                                                        |
| 1956      | ф   | Спутник-ренегат                              | Renegade Satellite                      | Дрейк, космический секретарь                                      |
| 1956      | ф   | Охота в космосе                              | Manhunt in Space                        | космический секретарь Дрейк (хроника)                             |
| 1956      | ф   | Из вечности                                  | Back from Eternity                      | Дин Симмонс (в титрах не указан)                                  |
| 1956      | ф   | Птицы и пчелы                                | The Birds and the Bees                  | пассажир (в титрах не указан)                                     |
| 1956      | ф   | Гигант                                       | Giant                                   | священник (в титрах не указан)                                    |
| 1956      | ф   | Чудо в дождь                                 | Miracle in the Rain                     | коллега мистера Болдвина (в титрах не указан)                     |
| 1956      | с   | Секретный журнал доктора Хадсона             | Dr. Hudson's Secret Journal             | Уолтер Вентворт (1 эпизод)                                        |
| 1956      | с   | Граф Монте-Кристо                            | The Count of Monte Cristo               | Фон Хамболт (1 эпизод)                                            |
| 1956      | с   | Кульминация                                  | Climax!                                 | (1 эпизод)                                                        |
| 1956      | с   | Час «Двадцатого века-Фокс»                   | The 20th Century-Fox Hour               | судья Блэнтон (1 эпизод)                                          |
| 1956      | с   | Письмо к Лоретте                             | Letter to Loretta                       | бишоп (1 эпизод)                                                  |
| 1956      | с   | Приключения доктора Фу Манчу                 | The Adventures of Dr. Fu Manchu         | Болдвин (1 эпизод)                                                |
| 1957      | ф   | Красавчик Джеймс                             | Beau James                              | судья Джон Харрисон (в титрах не указан)                          |
| 1957      | ф   | Секреты Чикаго                               | Chicago Confidential                    | доктор Черинг, эксперт по звукам (в титрах не указан)             |
| 1957      | ф   | Стрелки Юбочного форта                       | The Guns of Fort Petticoat              | командующий офицер (в титрах не указан)                           |
| 1957      | ф   | Сверхсекретное дело                          | Top Secret Affair                       | Чарли (в титрах не указан)                                        |
| 1957      | с   | Телефонное время                             | Telephone Time                          | (1 эпизод)                                                        |
| 1957      | с   | Конфликт                                     | Conflict                                | Келвин Фроум (1 эпизод)                                           |
| 1957      | с   | Семья Фишеров                                | The Fisher Family                       | капеллан Герхарт (1 эпизод)                                       |
| 1957      | с   | Отец знает лучше                             | Father Knows Best                       | профессор Браун (1 эпизод)                                        |
| 1957      | с   | Телевизионный театр «Форда»                  | The Ford Television Theatre             | сенатор Элйша Кори (1 эпизод)                                     |
| 1957      | с   | Детектив поневоле                            | The Reluctant Eye                       | доктор (1 эпизод)                                                 |
| 1957—1958 | с   | Суд последней надежды                        | The Court of Last Resort                | доктор Ле Мойн Снайдер (23 эпизода)                               |
| 1957—1958 | с   | Приключения Джима Боуи                       | The Adventures of Jim Bowie             | отец Манет (2 эпизода)                                            |
| 1958      | с   | Шоу Джорджа Бернса и Грейси Аллен            | The George Burns and Gracie Allen Show  | Уолтер Синклер (1 эпизод)                                         |
| 1958      | с   | Освободите место для папочки                 | Make Room for Daddy                     | директор школы (1 эпизод)                                         |
| 1958      | с   | Питер Ганн                                   | Peter Gunn                              | судья Ли (1 эпизод)                                               |
| 1958      | с   | Техасец                                      | The Texan                               | Эли Таунсенд (1 эпизод)                                           |
| 1958      | с   | Маршал США                                   | U.S. Marshal                            | разные роли (2 эпизода)                                           |
| 1958      | с   | Флибустьер                                   | The Buccaneer                           | старый сенатор (1 эпизод)                                         |
| 1958      | с   | Завеса                                       | The Veil                                | Джон Хэни - старший (мини-сериал)                                 |
| 1959      | с   | Калифорнийцы                                 | The Californians                        | доктор Бендер (1 эпизод)                                          |
| 1959      | с   | Перри Мейсон                                 | Perry Mason                             | доктор Барнс (1 эпизод)                                           |
| 1959      | с   | Представитель закона                         | Lawman                                  | губернатор территории (1 эпизод)                                  |
| 1959      | с   | Бонанца                                      | Bonanza                                 | рефери на дуэли (1 эпизод)                                        |
| 1959—1961 | с   | Альфред Хичкок представляет                  | Alfred Hitchcock Presents               | разные роли (3 эпизода)                                           |
| 1960      | ф   | Убить за 12 часов                            | Twelve Hours to Kill                    | аптекарь                                                          |
| 1960      | ф   | Петля для стрелка                            | Noose for a Gunman                      | священник (в титрах не указан)                                    |
| 1960      | ф   | Одиннадцать друзей Оушена                    | Ocean's Eleven                          | мистер Коэн, гробовщик (в титрах не указан)                       |
| 1960      | с   | Хеннеси                                      | Hennesey                                | адмирал (1 эпизод)                                                |
| 1960      | с   | Таинственное шоу «Шеви»                      | The Chevy Mystery Show                  | разные роли (2 эпизода)                                           |
| 1961      | с   | Шоу Джои Бишопа                              | The Joey Bishop Show                    | судья Брэндон (1 эпизод)                                          |
| 1961      | с   | Мистер Эд                                    | Mister Ed                               | мэр (1 эпизод)                                                    |
| 1963      | с   | Лесси                                        | Lassie                                  | Джо Кларк (1 эпизод)                                              |
| 1961      | с   | Ларами                                       | Laramie                                 | Док Уилсон (1 эпизод)                                             |
| 1961      | с   | Диснейленд                                   | Disneyland                              | судья (1 эпизод, в титрах не указан)                              |
| 1961      | с   | Мэверик                                      | Maverick                                | Сет Картер (1 эпизод)                                             |
| 1962      | ф   | Общественное дело                            | A Public Affair                         | сенатор Льюис (в титрах не указан)                                |
| 1963      | с   | Станция Юбочкино                             | Petticoat Junction                      | Джордж Прентис (1 эпизод)                                         |
| 1964      | ф   | Невероятный мистер Лимпет                    | The Incredible Mr. Limpet               |                                                                   |
| 1964      | ф   | Быстрый стрелок                              | The Quick Gun                           | преподобный Стэйли                                                |
| 1964      | ф   | Двойник                                      | Dead Ringer                             | адвокат (в титрах не указан)                                      |
| 1964      | ф   | Семь дней в мае                              | Seven Days in May                       | член сенатского комитета (в титрах не указан)                     |